# Erionema aureum
Erionema aureum ist eine Schleimpilzart aus der Ordnung der Physarida und die einzige Art der Gattung Erionema. Sie ist nur von Funden aus Asien und Südamerika bekannt.

## Merkmale
Die vier bis sechs Zentimeter langen Fruchtkörper sind gelbe oder graugelb. Sie sind Plasmodiokarpe, ihre Sporokarpe hängen an einfachen, verzweigten oder in der Regel an miteinander dreidimensional vernetzten, schlanken Stielen vom Substrat herab, selten sind sie ungestielt. Das einlagige Peridium ist körnig mit Kalk besetzt.
Das Capillitium dehnt sich zur Reifezeit bis zum Mehrfachen seiner ursprünglichen Länge elastisch aus. Es ist miteinander vernetzt, farblos und weist nur selten kalkhaltige Knoten auf. Die Sporen sind in der Masse schwarz. An der Oberfläche sind sie glatt, sie messen 5 bis 6 Mikrometer.

## Verbreitung
Erionema aureum ist aus Asien (von China über Indien, Südostasien, Indonesien und Japan), Australien, Neuseeland, sowie einem Einzelfund aus Südamerika (Venezuela) bekannt. Der venezolanische Fund allerdings weicht in einigen Merkmalen (Capillitium, Sporenfarbe) vom normalen Erscheinungsbild der Art ab.

## Systematik und Forschungsgeschichte
Art und Gattung wurden 1898 durch Albert Julius Otto Penzig anhand einer Aufsammlung aus Java erstbeschrieben. Sie gilt als der Gattung Physarum nahestehend, insbesondere der Art Physarum famintzinii.

## Nachweise
Fußnoten direkt hinter einer Aussage belegen die einzelne Aussage, Fußnoten direkt hinter einem Satzzeichen den gesamten vorangehenden Satz. Fußnoten hinter einer Leerstelle beziehen sich auf den kompletten vorangegangenen Text.
1. 1 2 3  Thomas H. Macbride: The North American slime-moulds, New York, Macmillan Co., 1899.
2. 1 2 3 4  Hermann Neubert, Wolfgang Nowotny, Karlheinz Baumann, Heidi Marx: Die Myxomyceten Deutschlands und des angrenzenden Alpenraumes unter besonderer Berücksichtigung Österreichs. Bd. 2, Karlheinz Baumann Verlag, Gomaringen 2000, ISBN 3-929822-01-6, S. 326.
3. 1 2 3  Marie L. Farr: Myxomycetes. In: Flora Neotropica. Band 16. The New York Botanical Garden, New York 1976, ISBN 0-89327-009-1, S. 107.